# Nova Venécia FC
Nova Venécia FC is een Braziliaanse voetbalclub uit de stad Nova Venécia in de staat Espírito Santo. 

## Geschiedenis
De club werd in april 2021 opgericht en begon op 14 juli al in de Série B van de staatscompetitie. De club werd autoritair groepswinnaar en kon via de eindronde kampioen worden en promoveerde zo al meteen naar de hoogste klasse. In de staatsbeker, die aansluitend op de competitie gespeeld werd kon de club ook groepswinnaar worden en na de eindronde kampioen waardoor de club in 2022 al mag aantreden in de nationale Série D en de Copa do Brasil. 
Bij de eerste deelname aan de hoogste klasse werd de club al meteen regulier kampioen met zeven punten voorsprong op Serra, in de eindronde om de titel werd Desportiva nog aan de kant gezet, maar dan botste de club in de halve finale op Vitória en was zo uitgeschakeld. In de Série D bereikte de club de derde ronde, waar ze uitgeschakeld werden door Portuguesa. In de Copa do Brasil was de tweede ronde het eindstation. 

## Erelijst
Campeonato Capixaba Série B
2021
Copa Espírito Santo de Futebol
2021